# Tomoxioda auropubescens
Tomoxioda auropubescens es una especie de coleóptero de la familia Mordellidae.

## Distribución geográfica
Habita en Sumatra (Indonesia).